# Historia clínica electrónica
La historia clínica electrónica (HCE), también denominada historia clínica informatizada (HCI) o historia clínica digital (HCD), es el registro mecanizado de los datos sociales, preventivos y médicos de un paciente, obtenidos de forma directa o indirecta y constantemente puestos al día.

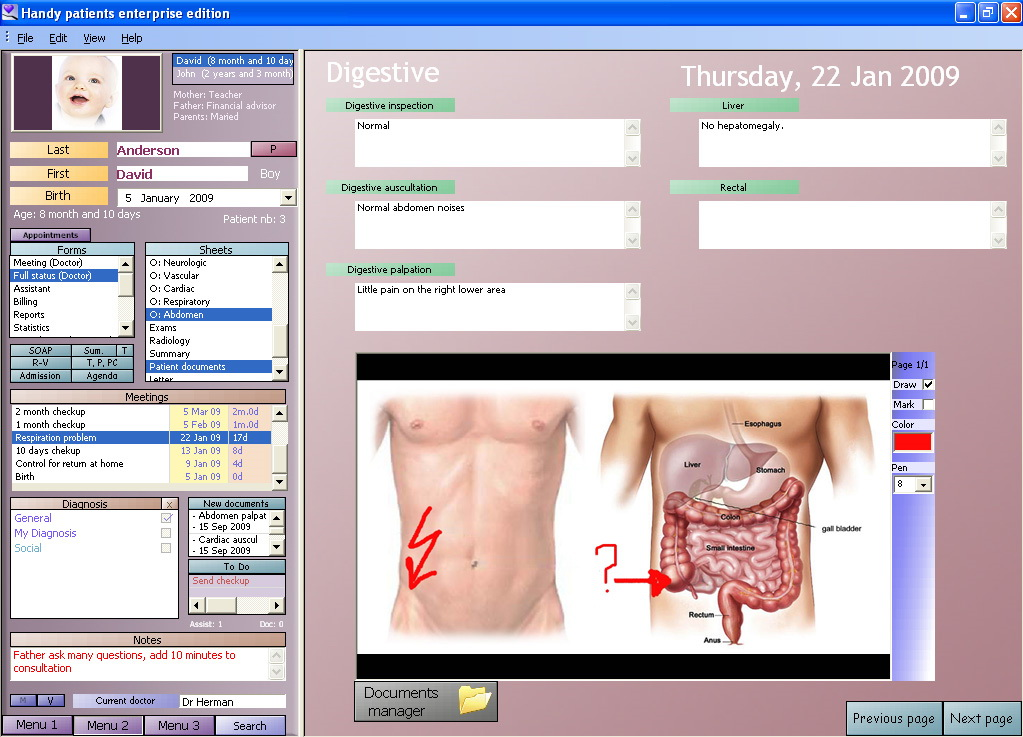
Ejemplo de historia clínica electrónica.

## Historia clínica
La historia clínica es el conjunto de documentos que contienen los datos, valoraciones e informaciones de cualquier índole, sobre la situación y la evolución clínica de un paciente a lo largo del proceso asistencial.
La historia clínica está constituida por el conjunto de documentos, tanto escritos como gráficos, que hacen referencia a los episodios de salud y enfermedad de una persona, y a la actividad sanitaria que se genera con motivo de esos episodios.

## Historia clínica electrónica
La historia clínica electrónica supone incorporar las tecnologías de la información y la comunicación (TIC) en el núcleo de la actividad sanitaria. Esto trae como consecuencia que la historia deje de ser un registro de la información generada en la relación entre un paciente y un profesional o un centro sanitario, para formar parte de un sistema integrado de información clínica.
La historia clínica electrónica es el registro unificado y personal, multimedia, en el que se archiva en soporte electrónico toda la información referente al paciente y a su atención. Es accesible, con las limitaciones apropiadas, en todos los casos en los que se precisa asistencia clínica (urgencias, atención primaria, especialidades, ingresos hospitalarios y demás).
Debe integrarse toda la información multimedia que se utiliza en la práctica clínica. Almacenar adecuadamente esta información, hacerla amigablemente accesible, difundirla de forma adecuada a los posibles usos y con las garantías debidas (consentimiento, confidencialidad, seguridad y demás requisitos), y recibirla y reutilizarla en la forma más conveniente es un proceso todavía en potencia.
Hay problemas de conceptualización del proceso de atención y del de implementación de las TIC, ya que no se ha demostrado que impacte positivamente en la calidad de la atención clínica, ni en la morbilidad y ni en la mortalidad. Además, hay problemas respecto a la codificación, las normas y los estándares.
En inglés tiene varias denominaciones: Electronic medical record, Electronic health record, Electronic patient record o Computerised patient record.

## Estándares informáticos para la HCE
Mientras los Sistemas de Información Hospitalarios (HIS) o los Sistemas de Información Clínicos (CIS) no utilicen estándares que faciliten el intercambio electrónico de los datos, no es posible que la información esté disponible en el punto de atención donde se encuentra el paciente, independientemente de la institución prestadora de servicios de salud donde sea atendido.
El uso de HCE compartida por múltiples instituciones y la interoperabilidad de los documentos electrónicos que componen la HCE, independientemente de las plataformas de software que utilicen, hace necesario que los sistemas de información que utilizan las instituciones de prestación de servicios de salud, implementen estándares informáticos internacionalmente reconocidos, con el fin de garantizar la integridad y legibilidad de la información.

### HL7
El conjunto de estándares informáticos de salud más desarrollado y de mayor cobertura internacional, para hacer posible el uso la HCE es Health Level Seven (HL7). HL7 cuenta con especificaciones de mensajes, documentos electrónicos y vocabularios controlados para dominios de salud tales como: Arquitectura de Documentos Clínicos (CDA); Registros Médicos (Medical Records); Laboratorio (Laboratory); Medicación (Medication); Imaginología diagnóstica e integración DICOM (Imaging Integration Domain); Banco de sangre, tejidos y órganos (Blood, Tissue and Organ); Prestación de atención (Care Provision), etc.

### Otros estándares de HCE
Aparte de HL7, existen varios estándares de HCE, entre los que destacan:
- DICOM
- LOINC
- EN13606
- HISA
- OpenEHR
- CottageMed
- IHE

## Comparación con registros en papel
Aunque el debate sobre la superioridad de las historias clínicas electrónicas sobre las de papel sigue siendo acalorado, la literatura de investigación ofrece una imagen más realista de sus ventajas y desventajas. Los registros médicos en papel escritos a mano pueden ser difíciles de leer, lo que puede contribuir a errores médicos.
La integración de las HCE puede ayudar considerablemente a una clínica a mejorar su eficiencia, ya que las herramientas médicas digitales pueden ayudar al personal a ahorrar tiempo y automatizar una parte significativa de las tareas tediosas. Los registros electrónicos pueden ayudar en la estandarización de formularios, terminología e ingreso de datos. La digitalización de formularios facilita la recolección de datos para investigaciones epidemiológicas y clínicas.

## Acceso de pacientes a las historias clínicas electrónicas
Proporcionar a los pacientes información es un elemento central de la atención médica centrada en el paciente y se ha demostrado que tiene un impacto positivo en los resultados del tratamiento. Dar a los pacientes acceso a sus registros médicos, incluyendo historiales médicos y resultados de pruebas a través de historias clínicas electrónicas, es un derecho legal en algunas partes del mundo.
Hay evidencia de que el acceso de los pacientes puede ayudarles a entender sus condiciones y a involucrarse activamente en su tratamiento. Por ejemplo, proporcionar acceso a sus historias clínicas electrónicas a personas con diabetes tipo 2 puede ayudarles a reducir sus niveles de azúcar en sangre.[cita requerida]
Los problemas al proporcionar acceso a historias clínicas electrónicas a los pacientes incluyen el riesgo de aumentar la confusión o ansiedad si la persona no entiende o no puede contextualizar los resultados de las pruebas. Además, muchas historias clínicas electrónicas no están diseñadas para personas con cualquier nivel de educación y no consideran las necesidades de las personas con un nivel educativo más bajo o aquellas que no hablan el idioma. Acceder a las historias clínicas electrónicas requiere un cierto nivel de habilidad con dispositivos electrónicos, lo que agrava la inequidad para aquellos que no tienen acceso o que sufren de alguna enfermedad física o mental que limita su acceso al sistema electrónico.